# Municipio de Davis (Carolina del Norte)
El municipio de Davis (en inglés: Davis Township) es un municipio ubicado en el  condado de Carteret en el estado estadounidense de Carolina del Norte. En el año 2010 tenía una población de 426 habitantes.

## Geografía
El municipio de Davis se encuentra ubicado en las coordenadas 34°53′12.58″N 76°28′46.72″O / 34.8868278, -76.4796444.